# Horst Jablonowski (Historiker)
Horst Jablonowski (* 31. Januar 1914 in Sonnenburg/Neumark; † 23. Januar 1970 in Bonn) war ein deutscher Historiker.

## Leben
Nach dem Abitur 1932 am Reformrealgymnasium in Berlin-Reinickendorf studierte er an der Friedrich-Wilhelms-Universität Berlin allgemeine und osteuropäische Geschichte, Germanistik, Latein, Slawistik und Philosophie. Bereits 1937 wurde er mit einer Dissertation über die Außenpolitik des polnischen Königs Stephan Bathory (1576–1586) promoviert. Nach Kriegsteilnahme und kurzer Kriegsgefangenschaft wurde Jablonowski nach 1945 Assistent von Otto Hoetzsch an der Humboldt-Universität zu Berlin, gab aber aus politischen Gründen seine Tätigkeit 1949 auf und ging auf Initiative des Slawisten Max Vasmer an die Freie Universität Berlin nach West-Berlin. Nach seiner Habilitationsschrift über Westrussland zwischen Wilna und Moskau erhielt er 1954 die Lehrbefugnis an der Freien Universität Berlin. 1960 folgte er einem Ruf auf den neugeschaffenen Lehrstuhl für osteuropäische Geschichte in Bonn.

## Schriften (Auswahl)
- Die Außenpolitik Stephan Bathorys (1576–1586), phil. Diss., Teildruck in: Jahrbücher für Geschichte Osteuropas 2 (1937), S. 11–80.
- Westrußland zwischen Wilna und Moskau (= Studien zur Geschichte Osteuropas. Band 2). Brill, Leiden 1955, 2. Auflage 1961.
- Die preußische Polenpolitik von 1815 bis 1914, Holzer, Würzburg 1964.
- Die Danziger Frage. In: Erwin Hölzle (Hrsg.): Die deutschen Ostgebiete zur Zeit der Weimarer Republik. Böhlau, Köln/Wien 1966, S. 65–87.
- mit Bernhard Stasiewski: Die deutsche Ostgrenze von 1937, Böhlau, Köln/Wien 1967.
- Probleme der deutsch-polnischen Beziehungen zwischen den beiden Weltkriegen. In: Jahrbuch der Albertus-Universität zu Königsberg/Pr. 19 (1969), S. 27–61.
- Rußland, Polen und Deutschland. Gesammelte Aufsätze. Hrsg. v. Irene Jablonowski u. Friedhelm Kaiser. Böhlau, Köln/Wien 1972 (mit Werkverzeichnis).